# Aziatische Kunst
Die Zeitschrift Aziatische Kunst wird seit 1971 von der Koninklijke Vereniging van Vrienden der Aziatische Kunst drei Mal jährlich bei Brill herausgebracht. Die Artikel werden von den Kuratoren des Rijksmuseum Amsterdam sowie international anerkannten Fachleuten für asiatische Kunst verfasst und im Allgemeinen auf Niederländisch veröffentlicht.
Die herausgebende Gesellschaft wurde am 29. Juni 1918 in Amsterdam gegründet.